# Diamena stenantha
Diamena stenantha är en sparrisväxtart som beskrevs av Pierfelice Ravenna. Diamena stenantha ingår i släktet Diamena och familjen sparrisväxter. Inga underarter finns listade i Catalogue of Life.